# Saldes (ciutat romana)
Saldes (grec antic: Σάλδαι; llatí: Saldae) va ser una ciutat de la costa de la Mauritània Cesariense, amb un bon port molt espaiós, que segons Estrabó marcava en temps antics el límit oriental de les possessions del rei Juba I i el territori romà. També en parlen Claudi Ptolemeu i Plini el Vell, i surt anomenada a l'Itinerari d'Antoní i a la Taula de Peutinger.
August la va convertir en colònia romana, diu Plini. Quan es va crear la província Mauritània Sitifiense en va esdevenir el seu límit occidental.
És la moderna Bugia, que l'any 1510 Pere Navarro va conquerir en nom de Ferran el Catòlic en una famosa batalla, la Presa de Bugia.